# Christian Lépine
Christian Lépine (* 18. září 1951, Montréal) je kanadský římskokatolický kněz a od roku 2012 metropolitní arcibiskup montréalský.
| arcibiskup montréalský           | arcibiskup montréalský   | arcibiskup montréalský    |
| -------------------------------- | ------------------------ | ------------------------- |
| Předchůdce: Jean-Claude Turcotte | od 2012 Christian Lépine | Nástupce: dosud ve funkci |

| Velkopřevor místodržitelství Řádu Božího hrobu v Kanadě - Montréalu | Velkopřevor místodržitelství Řádu Božího hrobu v Kanadě - Montréalu | Velkopřevor místodržitelství Řádu Božího hrobu v Kanadě - Montréalu |
| ------------------------------------------------------------------- | ------------------------------------------------------------------- | ------------------------------------------------------------------- |
| Předchůdce: Louis Dicaire                                           | od 2012 Christian Lépine                                            | Nástupce: dosud ve funkci                                           |